# 대한민국 원
원은 대한민국의 통화이다. 1902년에서 1910년 사이에 '원'이라는 이름의 통화가 최초로 유통되었으나, 대한민국의 통화로 등장한 것은 1945년에서 1953년 무렵이다. 현재의 원화는 1962년에 도입되었다. 圓(원)이라는 한자 표기는 1953년 화폐 개혁 이전에 사용하던 표기로서, 지금은 예전의 원과 구별하기 위해 한자 없이 한글로만 표기한다. 원화의 하부 단위로 1/100의 가치를 지닌 전(錢)이 있었으나 현재에는 회계용으로만 사용된다. ISO 4217 코드는 KRW이며, 기호는 ₩, 영문 표기는 WON이다.

## 첫 번째 대한민국 원

### 역사
대한제국 원, 중국 위안 그리고 일본 엔은 모두 16세기부터 19세기까지 아시아와 아메리카의 국제 무역에 널리 사용되는 스페인계 미국 은 달러에서 유래되었다.
일제강점기 (1910년-1945년) 동안, 원은 일본 엔과 동등한 수준으로 조선 엔으로 대체되었다.
1945년 제2차 세계대전이 끝난 후, 한국은 분단되었고, 그 결과 남한과 북한에게 원화라고 불리는 두 개의 분리된 통화가 만들어졌다. 남쪽의 원과 북쪽의 원가 모두 액면 그대로 엔화를 대체했다. 한국의 첫 번째 원은 100 전으로 나뉘었다.

### 지폐
1946년, 조선은행은 10원과 100원권을 도입했다. 뒤이어 1949년 5원권과 1,000원권을 도입했다.
새 중앙은행인 한국은행이 1950년 6월 12일에 설립되어 조선은행의 업무를 맡게 되었다. 지폐는 5, 10, 50전, 100원, 1,000원의 종류로 도입되었다. 500원권은 1952년에 도입되었다. 1953년, 일련의 지폐가 발행되었는데, 비록 그것은 영어로 원(won)이라는 액면가를 주었지만, 사실상 환의 첫 발행이었다.

## 두 번째 대한민국 원

### 역사
원화는 1962년 6월 10일 1원 = 10환의 비율로 재도입되었다. 1975년 3월 22일 마지막 환 동전이 회수되면서 유일한 법정 통화가 되었다. ISO 4217 코드는 KRW이다. 1962년 원화의 재도입 당시, 원화의 가치는 125원 = US$1로 고정되었다. 1962년부터 1980년까지 운영된 고정은 다음과 같다.

### 동전
1966년까지는 1·5원으로 재평가된 10·50환 동전이, 유통되고 있는 유일한 동전이었다. 원화로 표시된 새 동전은 1966년 8월 16일 한국은행이 1·5·10원의 종류로 도입하였는데, 1원은 황동으로, 5·10원은 청동으로 주조했다. 이 동전들은 서기를 사용한 최초의 동전들이며, 이전에는 단기를 사용하였다. 10·50환 동전은 1975년 3월 22일 폐지되었다.
| 사진      | 사진      | 액면 | 크기     | 크기    | 크기                       | 도안          | 도안                                 | 도안      | 발행             | 발행                                                               | 발행 |
| 앞면 모습 | 뒷면 모습 | 액면 | 지름     | 질량    | 재질                       | 앞면 도안     | 뒷면 도안                            | 도안 연도 | 최초발행         | 발행중지                                                           |      |
| --------- | --------- | ---- | -------- | ------- | -------------------------- | ------------- | ------------------------------------ | --------- | ---------------- | ------------------------------------------------------------------ | ---- |
|           |           | ₩1   | 17.2 mm  | 1.7 g   | 황동 60% 구리 40% 아연     | 무궁화        | 액면 숫자, 중앙 은행 이름, 발행 연도 | 1966년    | 1966년 8월 16일  | 1980년 12월 1일                                                    |      |
|           |           | ₩1   | 17.2 mm  | 0.729 g | 100% 알루미늄              | 무궁화        | 액면 숫자, 중앙 은행 이름, 발행 연도 | 1968년    | 1968년 8월 26일  | 1983년 1월 14일                                                    |      |
|           |           | ₩5   | 20.4 mm  | 3.09 g  | 황동 88% 구리 12% 아연     | 거북선        | 액면 숫자, 중앙 은행 이름, 발행 연도 | 1966년    | 1966년 8월 16일  | 1980년 12월 1일                                                    |      |
|           |           | ₩5   | 20.4 mm  | 2.95 g  | 황동 65% 구리 35% 아연     | 거북선        | 액면 숫자, 중앙 은행 이름, 발행 연도 | 1970년    | 1970년 7월 16일  | 1983년 1월 14일                                                    |      |
|           |           | ₩10  | 22.86 mm | 4.22 g  | 황동 88% 구리 12% 아연     | 불국사 다보탑 | 액면 숫자, 중앙 은행 이름, 발행 연도 | 1966년    | 1966년 8월 16일  | 1980년 12월 1일                                                    |      |
|           |           | ₩10  | 22.86 mm | 4.06 g  | 황동 65% 구리 35% 아연     | 불국사 다보탑 | 액면 숫자, 중앙 은행 이름, 발행 연도 | 1970년    | 1970년 7월 16일  | 1983년 1월 14일                                                    |      |
|           |           | ₩50  | 21.6 mm  | 4.16 g  | 70% 구리 18% 아연 12% 니켈 | 벼 이삭       | 액면 숫자, 중앙 은행 이름, 발행 연도 | 1972년    | 1972년 12월 1일  | 1983년 1월 14일                                                    |      |
|           |           | ₩100 | 24 mm    | 5.42 g  | 백동 75% 구리 25% 니켈     | 이순신        | 액면 숫자, 중앙 은행 이름, 발행 연도 | 1970년    | 1970년 11월 30일 | 1976년 한 해 동안만 일시 중단 1977년부터 다시 발행 1983년 1월 14일 |      |

| 사진      | 사진      | 액면 | 크기     | 크기    | 크기                   | 도안          | 도안                                 | 도안      | 발행            | 발행     |
| 앞면 모습 | 뒷면 모습 | 액면 | 지름     | 질량    | 재질                   | 앞면 도안     | 뒷면 도안                            | 제작 연도 | 최초발행        | 발행중지 |
| --------- | --------- | ---- | -------- | ------- | ---------------------- | ------------- | ------------------------------------ | --------- | --------------- | -------- |
|           |           | ₩1   | 17.2 mm  | 0.729 g | 100% 알루미늄          | 무궁화        | 액면 숫자, 중앙 은행 이름, 발행 연도 | 1983년    | 1983년 1월 15일 | 1992년   |
|           |           | ₩5   | 20.4 mm  | 2.95 g  | 황동 65% 구리 35% 아연 | 거북선        | 액면 숫자, 중앙 은행 이름, 발행 연도 | 1983년    | 1983년 1월 15일 | 1992년   |
|           |           | ₩10  | 22.86 mm | 4.06 g  | 황동 65% 구리 35% 아연 | 불국사 다보탑 | 액면 숫자, 중앙 은행 이름, 발행 연도 | 1983년    | 1983년 1월 15일 | 2006년   |

| 사진      | 사진      | 액면 | 크기    | 크기   | 크기                                     | 도안          | 도안                                 | 도안      | 발행             | 발행     |
| 앞면 모습 | 뒷면 모습 | 액면 | 지름    | 질량   | 재질                                     | 앞면 도안     | 뒷면 도안                            | 제작 연도 | 최초발행         | 발행중지 |
| --------- | --------- | ---- | ------- | ------ | ---------------------------------------- | ------------- | ------------------------------------ | --------- | ---------------- | -------- |
|           |           | ₩10  | 18 mm   | 1.22 g | 구리 도금 알루미늄 48% 구리 52% 알루미늄 | 불국사 다보탑 | 액면 숫자, 중앙 은행 이름, 발행 연도 | 2006년    | 2006년 12월 18일 |          |
|           |           | ₩50  | 21.6 mm | 4.16 g | 70% 구리 18% 아연 12% 니켈               | 벼 이삭       | 액면 숫자, 중앙 은행 이름, 발행 연도 | 1983년    | 1983년 1월 15일  |          |
|           |           | ₩100 | 24 mm   | 5.42 g | 백동 75% 구리 25% 니켈                   | 이순신        | 액면 숫자, 중앙 은행 이름, 발행 연도 | 1983년    | 1983년 1월 15일  |          |
|           |           | ₩500 | 26.5 mm | 7.7 g  | 백동 75% 구리 25% 니켈                   | 두루미        | 액면 숫자, 중앙 은행 이름, 발행 연도 | 1982년    | 1982년 6월 12일  |          |

1원·5원·10원 동전은 1966년 8월 16일부터 발행되었다. 당시 1원 동전의 재료가격이 액면가를 넘자 1968년 8월 26일에 소재를 구리와 아연에서 알루미늄으로 변경했으며, 5원 동전은 1970년 소재 배합 비율이 변경되었다. 10 원 동전은 5원 동전과 함께 소재 배합 비율을 한 번 변경했으나, 2000년대 들어 다시 재료가격이 액면가를 넘어 2006년 소재와 크기를 재변경하였다. 500원 동전은 1980년대 초반에 처음 제작되었으며 500원을 제외한 모든 현행 동전은 1983년에 도안이 변경되었다.
1998년에 발행된 500원짜리 동전은 IMF 구제금융사건의 영향으로 극미량(8,000개)만 발행되었을 뿐만 아니라 시중유통용이 아닌 기념용 현용주화세트에 들어간 것으로 단 8,000개만 제작되었고, 시중에 유통되고 있는 것은 약 1,000개 정도에 불과한 것으로 추정되므로 가장 희귀성이 높다.

### 지폐
| 권종                | 사진                | 사진                | 가치                | 크기                | 색상                | 도안                | 도안                                                              | 날짜                | 날짜                | 변경사항                    |                     |
| 권종                | 앞면                | 뒷면                | 가치                | 크기                | 색상                | 앞면                | 뒷면                                                              | 최초발행            | 발행중지            | 변경사항                    |                     |
| 1차 시리즈 (1962년) | 1차 시리즈 (1962년) | 1차 시리즈 (1962년) | 1차 시리즈 (1962년) | 1차 시리즈 (1962년) | 1차 시리즈 (1962년) | 1차 시리즈 (1962년) | 1차 시리즈 (1962년)                                               | 1차 시리즈 (1962년) | 1차 시리즈 (1962년) | 1차 시리즈 (1962년)         | 1차 시리즈 (1962년) |
| ------------------- | ------------------- | ------------------- | ------------------- | ------------------- | ------------------- | ------------------- | ----------------------------------------------------------------- | ------------------- | ------------------- | --------------------------- | ------------------- |
| 가 일원권           |                     |                     | ₩1                  | 94 × 50 mm          | 분홍색              | 한국은행 휘장       | 액면                                                              | 1962년 6월 10일     | 1970년 5월 20일     | - 영국 데라루사가 만든 지폐 |                     |
| 가 오원권           |                     |                     | ₩5                  | 94 × 50 mm          | 파란색              | 한국은행 휘장       | 액면                                                              | 1962년 6월 10일     | 1969년 5월 1일      | - 영국 데라루사가 만든 지폐 |                     |
| 가 십원권           |                     |                     | ₩10                 | 108 × 54 mm         | 초록색              | 한국은행 휘장       | 액면                                                              | 1962년 6월 10일     | 1962년 9월 1일      | - 영국 데라루사가 만든 지폐 |                     |
| 가 오십원권         |                     |                     | ₩50                 | 156 × 66 mm         | 주황색              | 총석정              | 봉화, 액면                                                        | 1962년 6월 10일     | 1970년 5월 20일     | - 영국 데라루사가 만든 지폐 |                     |
| 가 백원권           |                     |                     | ₩100                | 156 × 66 mm         | 초록색              | 독립문              | 봉화, 액면                                                        | 1962년 6월 10일     | 1969년 2월 14일     | - 영국 데라루사가 만든 지폐 |                     |
| 가 오백원권         |                     |                     | ₩500                | 156 × 66 mm         | 회색                | 숭례문              | 봉화, 액면                                                        | 1962년 6월 10일     | 1967년 2월 3일      | - 영국 데라루사가 만든 지폐 |                     |
| 2차 시리즈 (1962년) |                     |                     |                     |                     |                     |                     |                                                                   |                     |                     |                             |                     |
| 가 십전권           |                     |                     | ₩0.1                | 90 × 50 mm          | 파란색              | 액면                | 액면                                                              | 1962년 12월 1일     | 1980년 12월 1일     |                             |                     |
| 가 오십전권         |                     |                     | ₩0.5                | 90 × 50 mm          | 갈색                | 액면                | 액면                                                              | 1962년 12월 1일     | 1980년 12월 1일     |                             |                     |
| 나 십원권           |                     |                     | ₩10                 | 140 × 63 mm         | 자주색              | 첨성대              | 거북선                                                            | 1962년 9월 21일     | 1973년 10월 30일    |                             |                     |
| 나 오십원권         |                     |                     | ₩50                 | 149 × 64 mm         | 초록,주황,파란색    | 파고다공원          | 봉화, 무궁화                                                      | 1969년 5월 21일     | 1973년 10월 30일    |                             |                     |
| 나 백원권           |                     |                     | ₩100                | 156 × 66 mm         | 초록색              | 독립문              | 경회루                                                            | 1962년 11월 1일     | 1973년 10월 30일    |                             |                     |
| 다 백원권           |                     |                     | ₩100                | 156 × 66 mm         | 초록색              | 세종대왕            | 서울 한국은행 본관 (현재는 한국은행 화폐박물관으로 사용되고 있음) | 1965년 8월 14일     | 1980년 12월 1일     |                             |                     |
| 나 오백원권         |                     |                     | ₩500                | 165 × 73 mm         | 갈색                | 숭례문              | 거북선                                                            | 1966년 8월 16일     | 1975년 5월 10일     |                             |                     |
| 가 오천원권         |                     |                     | ₩5,000              | 167 × 77 mm         | 갈색                | 이이                | 서울 한국은행 본관 (현재는 한국은행 화폐박물관으로 사용되고 있음) | 1972년 7월 1일      | 1980년 12월 1일     |                             |                     |
| 가 만원권           |                     |                     | ₩10,000             | 171 × 81 mm         | 갈색                | 세종대왕, 무궁화    | 경복궁 근정전                                                     | 1973년 6월 12일     | 1981년 11월 10일    |                             |                     |
| 3차 시리즈 (1973년) |                     |                     |                     |                     |                     |                     |                                                                   |                     |                     |                             |                     |
| 다 오백원권         |                     |                     | ₩500                | 159 × 69 mm         | 초록색과 분홍색     | 이순신, 거북선      | 현충사                                                            | 1973년 9월 1일      | 1993년 5월 12일     |                             |                     |
| 가 천원권           |                     |                     | ₩1,000              | 163 × 73 mm         | 자주색              | 이황, 무궁화        | 도산서원                                                          | 1975년 8월 14일     | 1993년 5월 12일     |                             |                     |
| 나 오천원권         |                     |                     | ₩5,000              | 167 × 77 mm         | 주황색              | 이이                | 오죽헌, 무궁화                                                    | 1977년 6월 1일      | 1993년 5월 12일     | - 용지에 3종류 색사 첨가    |                     |
| 나 만원권           |                     |                     | ₩10,000             | 171 × 81 mm         | 초록색              | 세종대왕, 자격루    | 경회루, 무궁화                                                    | 1979년 6월 15일     | 1993년 5월 12일     | - 용지에 3종류 색사 첨가    |                     |

| 권종                | 사진                | 사진                | 가치                | 크기                | 색상                | 도안                | 도안                | 날짜                | 날짜                | 변경사항 |                     |
| 권종                | 앞면                | 뒷면                | 가치                | 크기                | 색상                | 앞면                | 뒷면                | 최초발행            | 발행중지            | 변경사항 |                     |
| 4차 시리즈 (1983년) | 4차 시리즈 (1983년) | 4차 시리즈 (1983년) | 4차 시리즈 (1983년) | 4차 시리즈 (1983년) | 4차 시리즈 (1983년) | 4차 시리즈 (1983년) | 4차 시리즈 (1983년) | 4차 시리즈 (1983년) | 4차 시리즈 (1983년) | 4차 시리즈 (1983년)                                                                                                 | 4차 시리즈 (1983년) |
| ------------------- | ------------------- | ------------------- | ------------------- | ------------------- | ------------------- | ------------------- | ------------------- | ------------------- | ------------------- | --- | ------------------- |
| 나 천원권           |                     |                     | ₩1,000              | 151 × 76 mm         | 자주색              | 이황 투호           | 도산서원            | 1983년 6월 11일     | 2016년 6월 1일      | - 앞뒤판맞춤, 시각장애인용 점자 신규 적용                                                                           |                     |
| 다 오천원권         |                     |                     | ₩5,000              | 156 × 76 mm         | 주황색              | 이이 벼루           | 오죽헌              | 1983년 6월 11일     | 2016년 6월 1일      | - 앞뒤판맞춤, 시각장애인용 점자 신규 적용                                                                           |                     |
| 라 오천원권         |                     |                     | ₩5,000              | 156 × 76 mm         | 주황색              | 이이 벼루           | 오죽헌              | 2002년 6월 12일     | 2016년 6월 1일      | - 홀로그램 문자가 인쇄된 부분노출은선, 숨은막대 신규 적용 - 숨은그림과 시각장애인용 점자 크기 확대 및 요판심도 강화 |                     |
| 다 만원권           |                     |                     | ₩10,000             | 161 × 76 mm         | 연두색              | 세종대왕 자격루     | 경회루              | 1983년 10월 8일     | 2016년 6월 1일      | - 앞뒤판맞춤, 시각장애인용 점자 신규 적용                                                                           |                     |
| 라 만원권           |                     |                     | ₩10,000             | 161 × 76 mm         | 연두색              | 세종대왕 자격루     | 경회루              | 1994년 1월 20일     | 2016년 6월 1일      | - 부분노출은선, 미세문자, 요판잠상, 광간섭무늬 등 신규 적용                                                         |                     |
| 마 만원권           |                     |                     | ₩10,000             | 161 × 76 mm         | 연두색              | 세종대왕 자격루     | 경회루              | 2000년 6월 19일     | 2016년 6월 1일      | - 색변환잉크, 돌출은화 신규 적용 - 부분노출은선 폭 확대 및 개수 축소, 숨은그림 크기 확대 - 광간섭무늬 제거          |                     |

## 2006년 이후
| 다 천원권   |  |  | ₩1,000  | 136 × 68 mm | 파란색 | 이황 성균관 명륜당 매화      | 정선의 계상정거도                             | 2007년 1월 22일 | - 색변환잉크, 부분노출은선, 요판잠상, 미세문자, 돌출은화 신규 적용 - 숨은그림, 앞뒤판맞춤, 볼록인쇄 효과 강화                 |
| 마 오천원권 |  |  | ₩5,000  | 142 × 68 mm | 주황색 | 이이 오죽헌 대나무           | 신사임당의 초충도                             | 2006년 1월 2일  | - 홀로그램, 숨은은선, 요판잠상, 색변환잉크, 미세문자, 돌출은화 신규 적용 - 숨은그림, 앞뒤판맞춤, 숨은막대, 볼록인쇄 효과 강화 |
| 바 만원권   |  |  | ₩10,000 | 148 × 68 mm | 초록색 | 세종대왕 일월오봉도          | 혼천시계 천상열차분야지도 보현산천문대 망원경 | 2007년 1월 22일 | - 홀로그램, 숨은은선(부분노출은선 대체), 숨은막대 신규 적용 - 색변환잉크, 요판잠상, 숨은그림, 앞뒤판맞춤, 볼록인쇄 효과 강화  |
| 가 오만원권 |  |  | ₩50,000 | 154 × 68 mm | 노란색 | 신사임당 묵포도도 초충도수병 | 어몽룡의 월매도 이정의 풍죽도                 | 2009년 6월 23일 | |

한국은행은 2006년 1월 2일, 화폐 위조의 위험을 줄인 새로운 오천원권 지폐를 새로 출시, 이듬해 1월 22일에는 천원권과 만원권 지폐도 출시하였다. 신권에는 홀로그램, 색변환잉크, 요판잠상, 숨은은선, 앞뒤판 맞춤, 미세문자, 숨은그림, 돌출은화, 숨은막대, 볼록인쇄, 형광색사, 엔드리스 무늬, 무지개색 인쇄 등을 포함한 위조 방지 기능이 대거 적용되었으며, 일련번호 시작 문자가 기존의 한글에서 영문자로 변경되었다. G와 I를 제외하고 A에서 L까지의 문자가 들어가는데 일련번호 표기 방식은 'AA0000000A'의 형태로 이루어진다. 일련번호를 영문자로 변경한 주된 이으는, 국가간 외환 거래시의 신뢰성을 높이고 위조 지폐 관련 범죄 발생시 국가간 공조 수사를 용이하게 하기 위함이다.
천원권, 오천원권, 만원권의 인물 초상은 각각 이유태, 이종상, 김기창 화백이 그렸다.
2009년 2월 25일, 한국은행은 새로 발행될 5만원권의 도안을 공개하였다. 앞면에는 신사임당의 초상과 〈묵포도도〉, 보물 595호인 〈초충도수병〉이, 뒷면에는 조선 중기 화가인 어몽룡의 〈월매도〉와 이정의 〈풍죽도〉를 넣었는데, 기존의 지폐와는 달리 일부분을 세로로 디자인한 것이 특징이다.
5만원권이 새로 생겨남과 아울러 지폐의 크기가 전체적으로 작아졌으며 신권 최고액권인 오만원권이 구권 최저액권인 1천원권보다 더 작아졌다. 이로 인해 휴대성이 훨씬 간편해졌으며 서류가방 1팩에 구권은 1만원권으로 8천만원(8,000장)까지 넣을 수 있었던 반면, 신권은 5만원권으로 6억원(12,000장)까지 넣을 수 있게 되었다.

#### 지폐에 채택되는 위조 방지 장치
일반인들이 위조를 구분하도록 띠 홀로그램을 부착하였다. 구권에는 5천원권과 1만원권 앞면에 작게 홀로그램이 부착된 것과는 달리 신권에는 왼쪽 숨은 그림 옆에 부착되어 있다. 왼쪽 끝 부분에는 특수필름으로 부착된 띠형 홀로그램은 보는 각도에 따라 색상이 변하는 태극·한반도·4괘의 무늬가 상·중·하 3곳에 배치되었고 무늬 사이에는 숫자 '50000'이 들어가 있다. 특히 오만원권에만 존재하는 태극무늬 띠의 속에 그려진 태극 문양은 지폐를 좌우로 움직이면 상하로 움직이며, 마찬가지로 지폐를 상하로 움직이면 태극무늬는 좌우로 움직인다.
또한 1000원권에 장착된 부분 노출 은선과 유사한 입체형 부분 노출 은선이 적용되었다. 입체형 부분노출 은선은 청회색 특수필름 띠에 여러 개의 태극무늬가 새겨져 지폐를 상하로 움직이면 좌우로, 좌우로 움직이면 상하로 움직이는 것처럼 보인다. 입체형 부분 노출 은선 부분을 건드리면 틈새가 벌어지는데, 이 틈새는 지폐를 잘못 만든 것이 아니냐는 오해를 샀다. 그러나 이는 첨단 칼라 복사기에 의한 위조 방지 요소의 일부이다. 또한 색 변환 잉크와 숫자를 숨기는 볼록 인쇄 기법 등의 기능이 강화되었다. 전문가들을 위한 위조 방지 장치로 자외선이나 X선을 비추면 녹색 형광 색상이 드러나는 형광 잉크 등이 사용되었다.
일련 번호의 경우 오른쪽으로 갈수록 글자 크기가 커진다. 예를 들어 일련번호 'AA0000000A'라는 화폐가 있다고 할 때 맨 왼쪽의 글자 크기는 맨 오른쪽의 글자 크기의 약 4분의 3 크기이다. 맹인을 위한 점자는 원형이 아니라 왼쪽과 오른쪽 절단면 부분에 돌출된 다섯 가닥의 선이 점자 역할을 한다. 요판 잠상은 기존 권종과는 달리 오른쪽 하단에 위치해 있는 원형 무늬이며 지폐를 기울였을 경우 "5"라는 숫자가 크게 나타난다. 또한 숨은 그림 아래에 위치한 돌출 은화로서 무궁화 무늬 바탕에 5라는 숫자가 새겨져 있다. 이 밖에 신사임당 초상 옷깃 아래 부분에는 한글 닿소리 14글자가 미세 문자로 인쇄되어 있다. 뒷면에는 사선 모양으로 뻗은 매화나무 줄기 가운데에 'BANK OF KOREA'라는 미세 문자가 숨어 있다.

## 대한민국의 역대 통화조치
- 1950년 8월 28일: 조선은행권 원 → 한국은행권 원. 교환비율 1:1
- 1953년 2월 17일: 원 → 환. 교환비율 100:1
- 1962년 6월 10일: 환 → 원. 교환비율 10:1, 기존의 환화는 1975년 3월 22일 유통 정지

## 기타

### 고액권 발행 계획
2007년 5월 2일, 한국은행은 2009년 상반기에 5만원권과 10만원권을 발행하기로 했다고 발표하였고, 같은 해 11월 5일에 고액권의 초상 인물로 10만원권에는 김구, 5만원권에는 신사임당을 선정했다고 발표했다. 2009년 6월 23일, 5만원권은 예정대로 발행되었으나, 10만원권 발행은 발행이 취소되었다. 이를 두고 원본에 독도가 그려져 있지 않은 대동여지도 목판본이 뒷면 도안 소재로 내정된 점, 대한민국 우익 진영에서 부정적으로 평가하는 김구가 앞면 도안 소재로 내정된 점 때문에 논란을 불렀다는 지적이 있었다.
한편 2014년 국정감사를 앞두고 2만원권 발행이 검토되고 있다는 소문이 돌았으나, 이주열 한국은행 총재는 이를 전면 부인하였다.

### 이천원권 기념 지폐 발행
2016년 5월 29일, 한국은행은 강원도 평창에서 열리는 2018년 동계 올림픽을 기념하여, 대한민국 역사상 최초로 기념 지폐 발행을 발표하였다. 2016년 12월 15일, 한국은행은 이 기념 지폐의 액면가는 이천원(₩2,000)이며, 규격은 가로 140mm, 세로 75mm라고 발표하였다. 실제 발행시기는 2017년 4분기이며, 약 280만 장이 발행 예정이라고 발표되었다.
추후 변경되어 230만 장(총 117만 세트)으로 조정되었다.
2017년 11월 17일 발행되었다.

## 국제 위상
국제결제은행(BIS) 조사 결과, 2022년 기준 전 세계 외환상품시장에서의 원화 거래 비중은 1.9%로, 일평균 12위 수준이다.
대만에서는 원화가 대만 통화의 프록시 헤지(대리 방지) 수단으로 쓰이고 있다. 대만에서 프록시 헤지 수단으로 원화가 사용되는 이유는 신 대만 달러와 같이 유동성이 작은 통화는 거래량이 작아 선물환 계약에 제약이 뒤따라, 이 경우 자국 통화와 비슷하게 움직이면서 유동성이 풍부한 한국 원화를 사용함으로써 얻는 이점이 많기 때문이다.

## 같이 보기
- 대한민국 환
- 한국 화폐 단위 어원
- 조선민주주의인민공화국 원
- 미국 달러
- 우간다 실링 - 대한민국 원과 화폐 가치가 같은 화폐
- 미얀마 짯 - 대한민국 원과 구매력이 가장 비슷한 화폐